# NGC 7440
NGC 7440 (другие обозначения — PGC 70152, UGC 12276, MCG 6-50-14, MK 924, ZWG 515.15, NPM1G +35.0477) — спиральная галактика с перемычкой (SBa) в созвездии Андромеда.
В галактике наблюдается повышенное ультрафиолетовое излучение, и потому её относят к галактикам Маркаряна. Причиной является всплеск звездообразования из-за взаимодействия с соседними галактиками.
Этот объект входит в число перечисленных в оригинальной редакции «Нового общего каталога».